# Tomasz Kowalczyk (działacz społeczny)
Tomasz Kowalczyk (ur. 19 grudnia 1879 w Krzyżowicach, zm. 2 listopada 1963 w Katowicach) – polski działacz społeczny, gospodarczy i narodowy oraz publicysta. 

## Życiorys
Urodził się 19 grudnia 1879 w Krzyżowicach, w rodzinie Franciszka, rolnika, kołodzieja, i Jadwigi z Gamoniów. Po ukończeniu ośmioklasowej szkoły elementarnej odbył dwuletnią praktykę u kupca Kukowskiego w Żorach. Równocześnie dokształcał się w zakresie korespondencji handlowej i księgowości na zaocznym kursie handlowym w Zgorzelcu. Następnie został uczniem szkoły handlowej we Wrocławiu, gdzie mieszkał wraz ze swoim bratem Janem. Pracował przez kilka miesięcy w fabryce papierosów Ożarów M. Hubińskiego. W latach 1899–1901 odbył służbę wojskową w Brzegu.
Działalność polityczną zaczął w 1895, angażując się przed wyborami do parlamentu niemieckiego w agitację na rzecz adwokata Stefana Radwańskiego. W 1911 został członkiem Komitetu Wyborczego w Katowicach. W latach 90. XIX w. rozpoczął ożywioną działalność w „Sokole”. W 1895 został członkiem drugiego na Śląsku gniazda polskiej organizacji Sokół - „Sokoła” we Wrocławiu. Od 1902 należał do gniazda w Katowicach. W Dzielnicy Śląskiej „Sokoła” przed I wojną światową pełnił funkcję sekretarza i skarbnika. Założył też kilka gniazd sokolich na Dolnym i Górnym Śląsku. Poprzez organizację „Sokoła” propagował ideę Polski niepodległej. Był też czynnym działaczem i organizatorem Towarzystwa Czytelni Ludowych (TCL). Przyczynił się również do rozwoju polskiego ruchu śpiewaczego na Górnym Śląsku, działając w nim od 1910. Był m.in. jednym z inicjatorów powstania chóru „Ogniwo” w Katowicach.
Kowalczyk był przedstawicielem polskiego drobnomieszczaństwa uświadomionego narodowo, dążącego nie tylko do społecznej, ale i gospodarczej emancypacji ludności polskiej spod zależności niemieckiej. W 1902 w poważnym stopniu przyczynił się założenia Towarzystwa Przemysłowców Polskich w Katowicach i został członkiem organizacji polskiej młodzieży kupieckiej w Bytomiu. W latach 1907–1909 pełnił w niej funkcję prezesa. W październiku 1902 został wybrany na sekretarza oddziału Polskiego Towarzystwa Pracowników Handlowych w Katowicach, a w 1910 – na przewodniczącego tej organizacji. Od kwietnia 1902 był kierownikiem działu administracyjnego „Górnoślązaka”, przyczyniając się do poprawy jego sytuacji finansowej przez pozyskanie sporej liczby abonentów i zamówień reklamowych. Brał równocześnie aktywny udział w przemycaniu do Królestwa Polskiego i zaboru pruskiego czasopism galicyjskich – lwowskiego „Przeglądu Wszechpolskiego” oraz krakowskiego „Polaka”. Za rozprowadzanie krytycznego wobec proboszcza bełckiego (za jego germanizatorską postawę) egzemplarza „Górnoślązaka” odbył od lipca 1903 do stycznia 1904 karę więzienia.
W latach 1914–1918 walczył w I wojnie światowej na froncie zachodnim.
Zaraz po wojnie w latach 1918–1921 brał czynny udział w politycznej i zbrojnej walce o przyłączenie Górnego Śląska do Polski. Dzięki jego inicjatywie i działalności organizacyjnej wiele tysięcy członków „Sokoła” znalazło się w szeregach Polskiej Organizacji Wojskowej Górnego Śląska. W okresie plebiscytu reprezentował „Sokoła” w Polskim Komitecie Plebiscytowym w południowej części Katowic. Podczas III powstania śląskiego zasłużył się jako działacz katowickiego oddziału Polskiego Czerwonego Krzyża, zajmując się zaopatrywaniem ludności polskiej w artykuły pierwszej potrzeby, żywność itp.
W marcu 1919 r. objął funkcję dyrektora Oddziału Śląskiego Towarzystwa Banku Wzajemnych Ubezpieczeń „Vesta” w Poznaniu z siedzibą w Katowicach i pełnił ją do 1939 r. W latach 1924–1939 był radnym miejskim w Katowicach. Dzięki jego staraniom w 1919 r. powstał Zarząd Górnośląskiego Banku Handlowego w Bytomiu, przeniesiony w 1922 r. do Katowic, którego został prezesem Rady Nadzorczej.
W latach 1922–1932 był pierwszym zastępcą prezesa Dzielnicy Śląskiej „Sokoła”, a w latach 1932–1939 prezesem. Przyczynił się do wznowienia działalności TCL i chóru „Ogniwo”, działając we władzach okręgu Związku Śląskich Kół Śpiewaczych w Bytomiu i Katowicach. Przyczynił się również w 1919 r. Do założenia Stowarzyszenia Kupców Polskich w Katowicach, będąc jego prezesem w latach 1924–1939. Założył dziennik „Goniec Śląski” i miesięcznik „Śląskie Wiadomości Gospodarcze”. Ponadto należał do Izby Przemysłowo-Handlowej, był sędzią handlowym przy Wydziale Handlowym oraz ławnikiem przy Izbie Karnej Sądu Okręgowego w Katowicach. W latach 1926–1938 był prezesem Związku Towarzystw Kupców Polskich w woj. śląskim, zastępcą prezesa Związku Właścicieli Domów i Gruntów w województwie śląskim, a także zastępcą prezesa tej organizacji dla miasta Katowic.
Podczas II wojny światowej był dwukrotnie aresztowany, przebywając każdorazowo po kilka miesięcy w więzieniu w Katowicach i obozie w Oświęcimiu. Po zwolnieniu z obozu dostał nakaz od Gestapo opuszczenia Górnego Śląska. Przeniósł się do Wsoli (pow. Radomski) a później do Wapienicy k. Bielska. 
Po zakończeniu wojny powrócił na Górny Śląsk i przez pewien czas kierował Towarzystwem Ubezpieczeń Wzajemnych „Vesta”. W lutym 1945 reaktywował Stowarzyszenie Kupców Polskich w Katowicach, pełniąc funkcję jego prezesa. Został też prezesem Zrzeszenia Prywatnego Handlu i Usług w Katowicach.
Od 1904 był żonaty z Pelagią z d. Teske (1880–1952), z którą miał sześcioro dzieci. W 1958 przeszedł na emeryturę.
Zmarł 2 listopada 1963 w Katowicach. Pochowany na cmentarzu przy Panewnickiej (sektor J3-B-4).

## Ordery i odznaczenia
- Krzyż Niepodległości (20 lipca 1932)[4][1]
- Złoty Krzyż Zasługi (dwukrotnie: po raz drugi 21 listopada 1947[5])
- Srebrny Krzyż Zasługi (30 listopada 1929)[6]
- Śląski Krzyż Powstańczy
- Miecze Hallerowskie[7]
- Gwiazda Górnośląska
- Państwowa Odznaka Sportowa[7]